# خرسانة مسبقة التصنيع

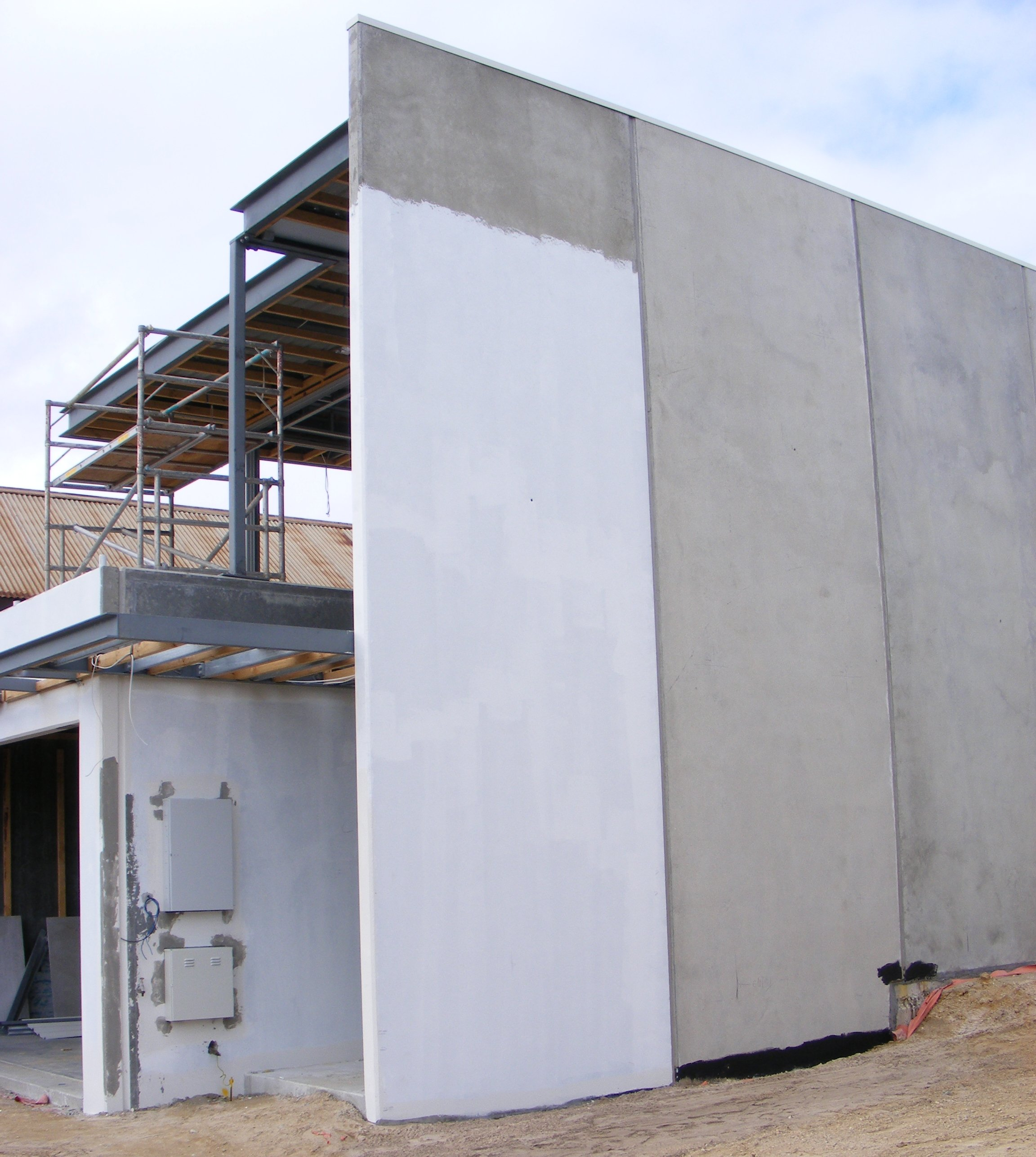
بيت يبنى من الخرسانة مسبقة التصنيع

خرسانة مسبقة التصنيع وتعرف أيضاً باسم الخرسانة الجاهزة وهي منتوج بناء صنع عن طريق صب إسمنت في قوالب أو شكل ومن ثم معالجتها في جو مراقب، ثم نقلها إلى مكان البناء حيث توضع في مكانها.

## تاريخ
أدلى القديمة بناه الرومان استخدام الخرسانة وسكب قريبا المواد في قوالب لبناء شبكة معقدة من القنوات الخاصة، القنوات والأنفاق. الحديث يستخدم ليلقي ما قبل التكنولوجيا وتشمل مجموعة متنوعة من التطبيقات المعمارية والهيكلية يضم أجزاء من نظام أو المبنى بأكمله.
في العالم الحديث نصب منصة مبان مسبقة الصنع وكانت رائدة في ليفربول ، انكلترا في العام 1905. اخترع مهندس عملية مدينة برودي الكسندر جون، الذي كان أيضا ابتكارا عبقريا له اختراع صافي هدف كرة القدم. وجاء في اسطبلات الترام في ليفربول والتون في 1906. ولم ينظر في الفكرة على نطاق واسع في بريطانيا، ومع ذلك اعتمد في جميع أنحاء العالم، ولا سيما في أوروبا الشرقية.

## المنتجات

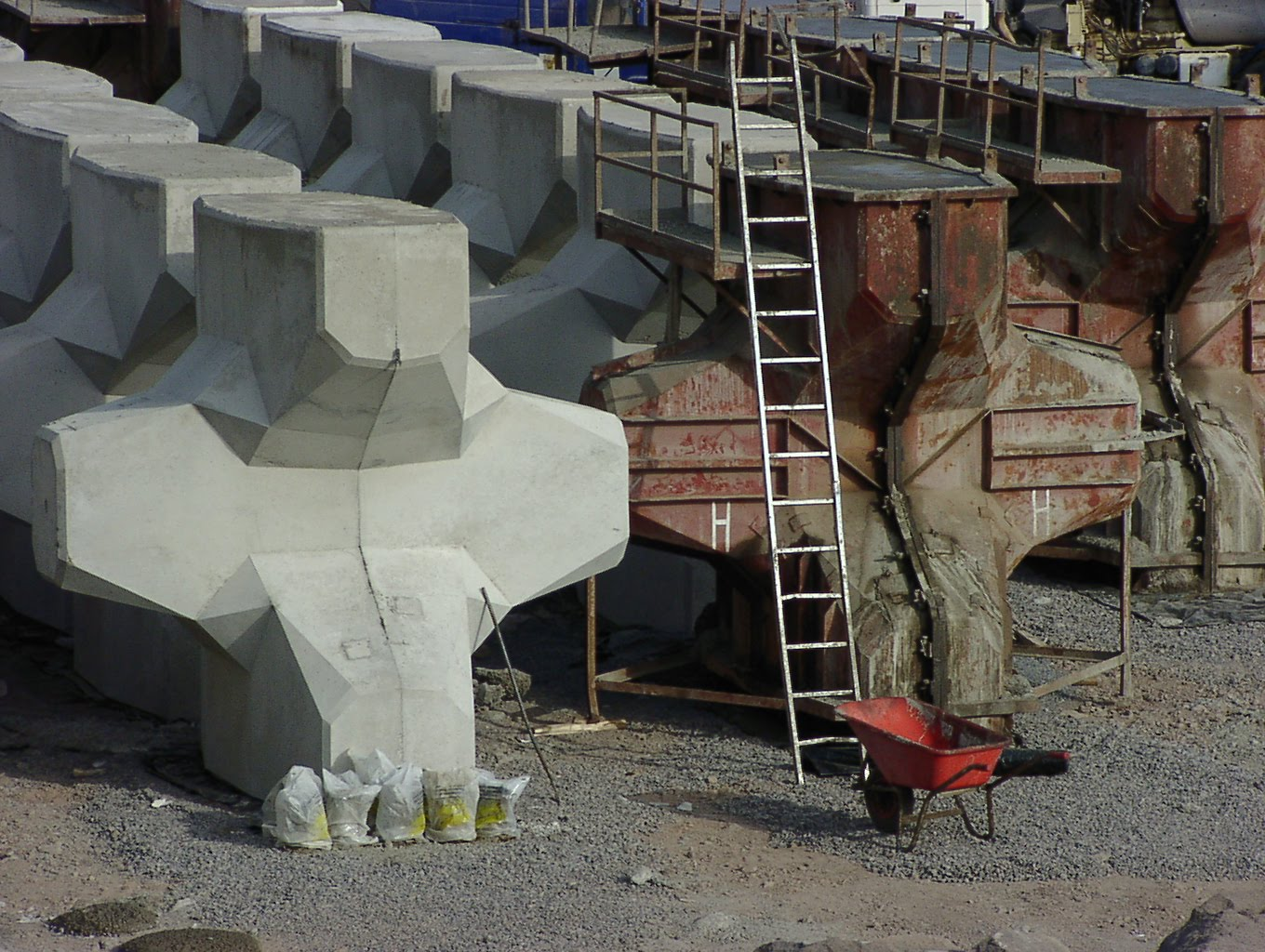
خرسانة مسبقة التصنيع

وفيما يلي عينة من العديد من المنتجات التي تستخدم الجاهزة / الخرسانة مسبقة الإجهاد. ورغم أن هذا ليس قائمة كاملة، فإن غالبية الجاهزة والمنتجات الإجهاد يمكن أن تندرج تحت واحد أو أكثر من الفئات التالية :
المنتجات الزراعية
المنتجات الخرسانية سابقة الصب يمكن الصمود في وجه الظروف المناخية الأكثر تطرفا وسوف يعقد على مدى عقود كثيرة من الاستخدام المستمر. وتشمل المنتجات القبو الصوامع، الأسرة علف الماشية، شبكة الماشية، والمبارزة الزراعية، والأسرة حاء، ياء الأسرة، الشرائح الثروة الحيوانية والثروة الحيوانية حوض سقي، أحواض تغذية، لوحات ملموسة، وقنوات الطين وأكثر من ذلك. وتستخدم على نطاق واسع لوحات الخرسانة مسبقة الإجهاد في المملكة المتحدة لمجموعة متنوعة من التطبيقات بما في ذلك المباني الزراعية، ومخازن الحبوب، والمشابك السيلاج، ومخازن الطين، الجدران الثروة الحيوانية والجدران الاستنادية العامة. يمكن أن تستخدم لوحات إما أفقيا وضعت سواء داخل التنجيد من RSJs (أنا شعاع) أو أمامهم. ويمكن أن يلقي بدلا من لوحات في قاعدة خرسانية واستخدامها كأداة من جدار ناتئ الاحتفاظ.
بناء الموقع ووسائل الراحة
تستخدم مكونات سابقة الصب بناء ملموسة وسائل الراحة موقع معماريا كما مانتيل الموقد، الكسوة، والمنتجات وتقليم، والاكسسوارات، والواجهات الزجاجية. التطبيقات الإنشائية من الخرسانة مسبقة الصنع وتشمل المؤسسات، والحزم، والأرضيات والجدران والمكونات الهيكلية الأخرى. ومن الضروري أن يكون لكل مكون الهيكلية تصميم واختبار لتحمل كل من يحمل الشد والضغط الذي سيتعرض العضو لأكثر من مدة بقائه.